# Lepidagathis randii
Lepidagathis randii är en akantusväxtart som beskrevs av Spencer Le Marchant Moore. Lepidagathis randii ingår i släktet Lepidagathis och familjen akantusväxter. Inga underarter finns listade i Catalogue of Life.